# Die Frau im Feuer
Die Frau im Feuer ist ein deutsches Stummfilmmelodram von 1924 mit Asta Nielsen.

## Handlung
Josefine hatte viele Jahre treu und brav ihre Arbeit in einer Fabrik verrichtet, als sie eines Tages entlassen wird. Kaum ohne Verdienst, wird sie zu allem Unglück auch noch krank. Schließlich gerät die Mittellose in die Fänge des amoralischen und verkommenen früheren Kammerdieners Stanislaus, der sie immer tiefer in den Sumpf hinabzieht. Dieser Mann zeigt bald schwerstkriminelle Züge; so zündet er schließlich ein Vergnügungslokal an, das Josefines einstigem Arbeitgeber Hans Fennhofer gehört. In den Flammen kommt die noch junge Fabrikantengattin ums Leben. Daraufhin bringt sich der von Gram gebeugte Fabrikant Fennhofer um. Josefines Existenz endet auf der Straße.

## Produktionsnotizen
Die Frau im Feuer passierte die deutsche Filmzensur am 29. Oktober 1924 und belegte den Film mit Jugendverbot. Die Uraufführung fand am 28. Dezember 1924 in zwei Berliner Kinos statt. Der Fünfakter besaß eine Länge von 1969 Metern.
Die Bauten stammen von Hans Sohnle und Otto Erdmann, Walter Wesener entwarf die Kostüme.

## Kritik
In Paimann’s Filmlisten ist zu lesen: „Das Sujet ist sehr packend, wenn auch düster und am Ende schroff abbrechend, aber bis zur letzten Szenen spannend durchgeführt, Regie und Aufmachung sind auf der Höhe. Die Darsteller der drei Hauptrollen ist als Spitzenleistung anzusprechen.“